# Jens Tvedt
Jens Tvedt (ur. 14 czerwca 1857 w Tveito, gmina Kvinnherad – zm. 3 września 1935 w Stavanger) – norweski pisarz i pedagog.
Pochodził z rodziny urzędniczej o chłopskich korzeniach. Ukończył niższą szkołę oficerską i kursy pedagogiczne. W latach 1878–1879 pracował jako asystent nauczyciela w szkołach ludowych, od 1899 r. jako nauczyciel w gimnazjum w Stavanger, a od 1901 r. do końca życia jako dyrektor tamtejszej biblioteki publicznej.
Pisał w języku nynorsk. Debiutował w 1885 r. zbiorem nowel „Inn i Fjordane”. Jego kolejne utwory, zawierające elementy realistyczne i naturalistyczne m.in. „Kjærleik” (1887), „Nybrat” (1888), „Vanheppha” (1891), „Brita-Per” (1895), „Madli und’ apalem” (1900), „Djup jord” (1904) opowiadają o życiu mieszkańców zachodniej Norwegii.
Oprócz twórczości literackiej publikował też artykuły dotyczące różnych problemów społecznych m.in. wychowania młodzieży szkolnej.